# Hadjina atrinota
Hadjina atrinota là một loài bướm đêm trong họ Noctuidae.